# Lomatium plummerae
Lomatium plummerae là một loài thực vật có hoa trong họ Hoa tán. Loài này được (J.M. Coult. & Rose) J.M. Coult. & Rose mô tả khoa học đầu tiên năm 1900.